# 1976年インスブルックオリンピックのスウェーデン選手団
1976年インスブルックオリンピックのスウェーデン選手団（1976ねんインスブルックオリンピックのスウェーデンせんしゅだん）は、1976年2月4日から2月15日まで、オーストリアのインスブルックで開催された1976年インスブルックオリンピックのスウェーデン選手団、およびその競技結果。

## 概要
今大会は金メダルおよび銀メダルはなく、銅メダル2個に留まった。スウェーデン選手団が金メダル無しに終わったのは1952年オスロオリンピック以来で、獲得メダル数2個は1924年シャモニー・モンブランオリンピックに並ぶ過去最少タイだった。

## メダル
| メダル | 選手名                   | 競技                   | 種目       |
| ------ | ------------------------ | ---------------------- | ---------- |
| 銅     | インゲマル・ステンマルク | アルペンスキー         | 男子大回転 |
| 銅     | ベニー・セデルグレン     | クロスカントリースキー | 男子50km   |